# Denis Dodart

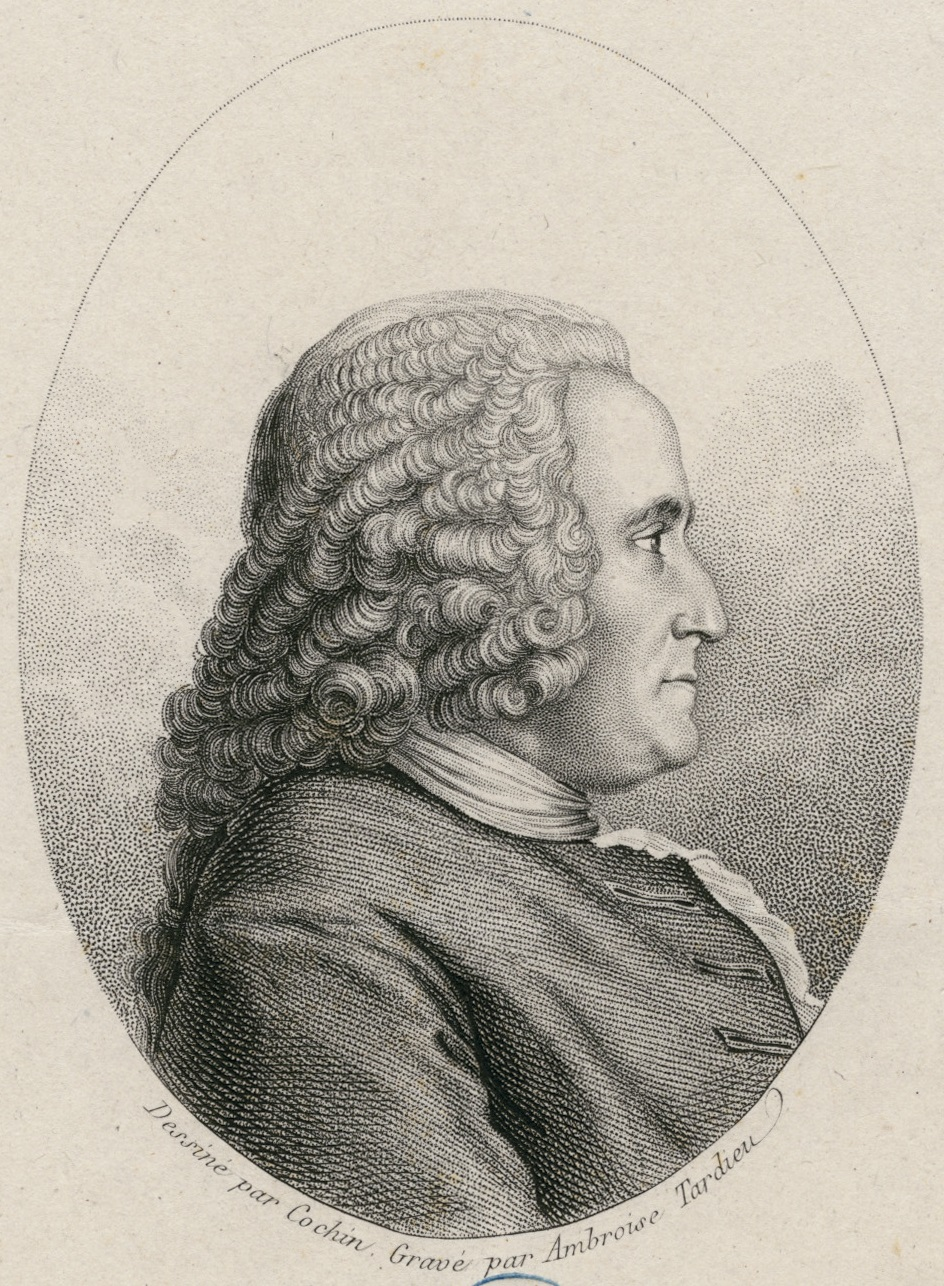
Denis Dodart

Denis Dodart (* 1634 in Paris; † 5. November 1707 ebenda) war ein französischer Arzt und Botaniker.

## Leben und Wirken
Denis Dodart ist der Sohn seines gleichnamigen Vaters Denis Dodart und dessen Frau Marie Dubois. Er studierte Medizin, macht seinen Abschluss am 1. April 1658 und promovierte am 13. Oktober 1660 als Doktor der Medizin. 1666 wurde er Professor an Medizinischen Fakultät der Universität Paris. Er war Arzt von Anne Geneviève de Bourbon-Condé, der Herzogin von Longueville und von Anna Maria Martinozzi der Witwe des Prinzen von Conti. Dodart wurde schließlich einer der beratenden Ärzte von König Ludwig XIV. 1673 wurde er Mitglied der Pariser Akademie der Wissenschaften.

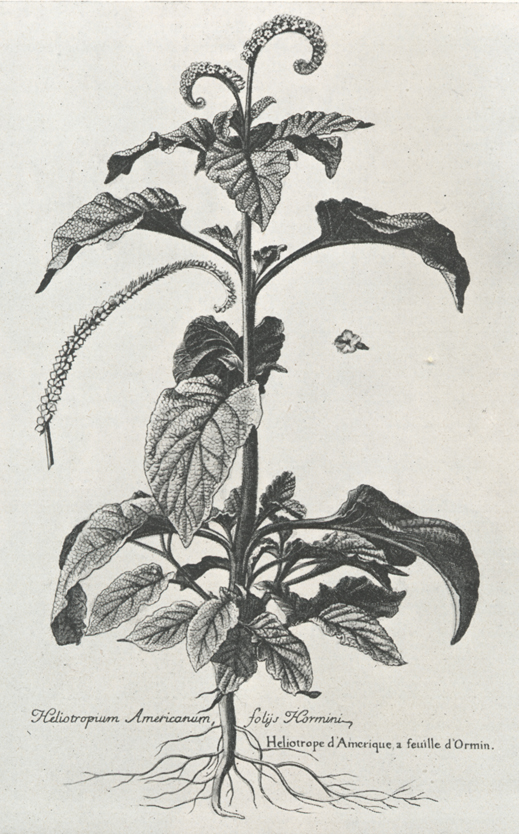
Heliotropium americanum aus Mémoires pour servir à l’histoire des plantes gezeichnet von Nicolas Robert

1676 erschien die Schrift Mémoires pour servir à l’histoire des plantes, bei der Dodard als Herausgeber fungierte. Er koordinierte hierfür die Beiträge von Samuel Cottereau du Clos (1598–1685), Pierre Borel, Claude Perrault, Edmé Mariotte, Claude Bourdelin II († 1711), Nicolas Marchant († 1678) und schrieb selbst dafür. Das Werk ist mit 39 Pflanzentafeln von Nicolas Robert illustriert.
Dodart starb am 5. November 1707 und wurde auf dem Friedhof der Kirche Saint Germain l’Auxerrois in Paris beerdigt. Sein Sohn ist Claude-Jean-Baptiste Dodart (1664–1730).

## Widmungen
Joseph Pitton de Tournefort benannte ihm zu Ehren die Gattung Dodartia der Pflanzenfamilie der Gauklerblumengewächse (Phrymaceae). Carl von Linné übernahm später diesen Namen

## Werke
- Ergo in hydrope mittendus sanguis. Paris 1660.
- De febridus balneum. Paris 1660.
- Mémoires pour servir à l’histoire des plantes. Paris 1676.
- Non ergo carnes quovis alio cibo salubriores. Paris 1677.
- De cancro hydraugyro. Paris 1682.
- Médecine des pauvres. Paris 1692.
- Ergo febribus acutis e carnibus juscula. Paris 1700.
- An omnis morbus a coagulatione. Paris 1703.
- Medicina statica Gallica. Paris 1725.

### Aufsätze inHistoire de l’Académie royale des sciences(Auswahl)
- Mémoires sur les Causes de la Voix de l’homme, et de ses différens tons. In: Histoire de l’Académie royale des sciences. 1700, S. 244–274 (Digitalisat).
- Notes sur le Mémoire precedent. In: Histoire de l’Académie royale des sciences. 1700, S. 254–293.
- Supplément au mémoire sur la voix et les tons. Première partie. 1706, S. 136.
- De la différence des Tons de la Parole et de la Voix du chant, par rapport au récitatif, et par occasion de les Expressions de la Musique antique et de la Musique moderne. 1706, S. 380.
- Supplément au mémoire sur la voix et les tons. Seconde partie. 1707, S. 66–81.

## Nachweise
- Hoefer: Nouvelle biographie générale : depuis les temps les plus reculés jusqu’à nos jours, avec les renseignements bibliographiques et l’indication des sources à consulter. 46 Bände, Paris 1852–1866.
- Bernard Le Bouyer de Fontenelle: Éloge de M. Dodart. 170. (online).
- Wilfrid Blunt: The Art of Botanical Illustration: An Illustrated History. Dover Publications. 1994, S. 111. ISBN 0-486-27265-6
- Kurt Sprengel: Geschichte der Botanik. Oxford 1818.
- Joachim Gessinger: Auge & Ohr: Studien zur Erforschung der Sprache am Menschen. 1994. ISBN 3-11-013633-3.
- Umberto Quattrocchi: CRC World Dictionary of Plant Names: Common Names, Scientific Names, Eponyms, Synonyms, and Etymology. CRC Press Inc., 2000, ISBN 0-8493-2676-1, S. 827.